# مها الرباط
مها زين العابدين الرباط (1959) طبيبة صحة عامة ووزيرة الصحة والسكان في حكومة حازم الببلاوي، وأستاذة الطب الوقائي ورئيسة قسم الصحة العامة بكلية طب قصر العيني. وقد عملت مع المعونة الأمريكية لسنوات في مجال خصخصة الخدمات الصحية. دشنت لجنة الدفاع عن الحق في الصحة حملة عليها ابان ذروة نشاطها في وزارة حاتم الجبلي. رشحها المجلس القومي للمرأة.
تخرجت في كلية طب قصر العيني في عام 1982.